# Campionato europeo femminile under 17 di calcio 2019
Il Campionato europeo femminile under 17 di calcio 2019 è stata la dodicesima edizione del torneo che, organizzato con cadenza annuale dall'Union of European Football Associations (UEFA), è riservato alle rappresentative nazionali di calcio femminile dell'Europa le cui squadre sono formate da atlete al di sotto dei 17 anni d'età, in questo caso dopo il 1º gennaio 2002.
La fase finale si è disputata in Bulgaria dal 5 al 17 maggio 2019, riproponendo la formula della precedente edizione che vedeva ammesse otto squadre, con la nazionale del paese organizzatore qualificata direttamente, e partite in due tempi regolamentari di 45 min.
Il torneo è stato vinto dalla Germania, che se lo è aggiudicato per la settima volta, battendo i Paesi Bassi ai rigori dopo che la finale si era conclusa con il risultato di 1-1 ai tempi regolamentari.

## Qualificazioni
La competizione è disputata da 47 nazionali affiliate alla UEFA, con la nazionale bulgara qualificata automaticamente come paese ospitante e le altre 46 che si affrontano nella fase di qualificazione per la conquista dei sette posti rimanenti per la fase finale.
Le qualificazioni si svolgono in due fasi, la fase di qualificazione, nell'autunno 2018, e la successiva fase élite disputata nella primavera 2019.

### Squadre qualificate
La seguente tabella riporta le otto nazionali qualificate per la fase finale del torneo:
| Nazionale   | Metodo di qualificazione        | fasi finali disputate | Ultima qualificazione | Migliore risultato nel torneo                 |
| ----------- | ------------------------------- | --------------------- | --------------------- | --------------------------------------------- |
| Bulgaria    | Ospitante                       | 1                     | -                     | Debutto                                       |
| Inghilterra | Vincitrice Fase élite, gruppo 1 | 7                     | 2018                  | 3º posto (2016)                               |
| Paesi Bassi | Vincitrice Fase élite, gruppo 2 | 4                     | 2018                  | 4º posto (2010), semifinali (2017)            |
| Spagna      | Vincitrice Fase élite, gruppo 3 | 9                     | 2018                  | Campione (2010, 2011, 2015, 2018)             |
| Germania    | Vincitrice Fase élite, gruppo 4 | 10                    | 2018                  | Campione (2008, 2009, 2012, 2014, 2016, 2017) |
| Portogallo  | Vincitrice Fase élite, gruppo 5 | 2                     | 2014                  | Fase a gironi (2014)                          |
| Danimarca   | Vincitrice Fase élite, gruppo 6 | 3                     | 2012                  | 3º posto (2008, 2012)                         |
| Austria     | Vincitrice Fase élite, gruppo 7 | 2                     | 2014                  | Fase a gironi (2014)                          |

## Fase a gironi
Si qualificano alla fase ad eliminazione diretta le prime due classificate di ciascuno dei due gruppi.
In caso di parità di punti tra due o più squadre di uno stesso gruppo, le posizioni in classifica verranno determinate prendendo in considerazione, nell'ordine, i seguenti criteri:
1. maggiore numero di punti negli scontri diretti tra le squadre interessate (classifica avulsa);
2. migliore differenza reti negli scontri diretti tra le squadre interessate (classifica avulsa);
3. maggiore numero di reti segnate negli scontri diretti tra le squadre interessate (classifica avulsa);
4. se, dopo aver applicato i criteri dall'1 al 3, ci sono squadre ancora in parità di punti, i criteri dall'1 al 3 si riapplicano alle sole squadre in questione. Se continua a persistere la parità, si procede con i criteri dal 5 al 9;
5. migliore differenza reti;
6. maggiore numero di reti segnate;
7. tiri di rigore se le due squadre sono a parità di punti al termine dell'ultima giornata;
8. classifica del fair play;
9. sorteggio.

### Gruppo A
| Pos. | Squadra    | Pt | G | V | N | P | GF | GS | DR |
| ---- | ---------- | -- | - | - | - | - | -- | -- | -- |
| 1.   | Spagna     | 7  | 3 | 2 | 1 | 0 | 9  | 0  | +9 |
| 2.   | Portogallo | 6  | 3 | 2 | 0 | 1 | 4  | 7  | -3 |
| 3.   | Danimarca  | 4  | 3 | 1 | 1 | 1 | 2  | 1  | +1 |
| 4.   | Bulgaria   | 0  | 3 | 0 | 0 | 3 | 1  | 8  | -7 |

| Arbitro: | Aleksandra Česen |

|                  |           |                                          |
| Parapunova 45+1’ | Marcatori | 6’ Alagoa 29’ (aut.) Bessette 77’ Negrão |

| Kavarna 5 maggio 2019, ore 16:30 EEST | Spagna       | 0 – 0 referto | Danimarca | Kavarna Stadium\| Arbitro: \| Sabina Bolić \| |
| Arbitro:                              | Sabina Bolić |               |           |                                               |

| Arbitro: | Iuliana Demetrescu |

|  |           |                                       |
|  | Marcatori | 42’ Sanchez 47’ Lloris 72’ Paralluelo |

| Arbitro: | Vera Opeykina |

|  |           |                |
|  | Marcatori | 90+2’ Ferreira |

| Arbitro: | Henrikke Nervik |

|                     |           |  |
| Kramer 9’ Storm 76’ | Marcatori |  |

| Arbitro: | Reelika Turi |

|  |           |                                                      |
|  | Marcatori | 26’ 58’ 60’ Paralluelo 44’, 63’ Lloris 77’ Gutiérrez |

### Gruppo B
| Pos. | Squadra     | Pt | G | V | N | P | GF | GS | DR |
| ---- | ----------- | -- | - | - | - | - | -- | -- | -- |
| 1.   | Germania    | 6  | 3 | 2 | 0 | 1 | 9  | 4  | +5 |
| 2.   | Paesi Bassi | 6  | 3 | 2 | 0 | 1 | 7  | 5  | +2 |
| 3.   | Inghilterra | 6  | 3 | 2 | 0 | 1 | 4  | 5  | −1 |
| 4.   | Austria     | 0  | 3 | 0 | 0 | 3 | 3  | 9  | −6 |

| Arbitro: | Henrikke Nervik |

|                      |           |                                  |
| Schasching 8’ (rig.) | Marcatori | 13’ Stiekema 18’ 31’ 90+6’ Tromp |

| Arbitro: | Iuliana Demetrescu |

|  |           |                                                            |
|  | Marcatori | 12’ (rig.) Bernhardt 23’ Woldmann 31’ Weidauer 90+2’ Gräwe |

| Arbitro: | Aleksandra Česen |

|                      |           |                                                |
| Rohde 24’ Wamser 81’ | Marcatori | 25’ De keijzer 30’ Van Diemen 43’ (rig.) Tromp |

| Arbitro: | Reelika Turi |

|                       |           |                          |
| Schasching 29’ (rig.) | Marcatori | 15’ Johnson 35’ Robinson |

| Arbitro: | Sabina Bolić |

|                              |           |                |
| Wamser 17’, 69’ Weidauer 39’ | Marcatori | 90+3’ Edlinger |

| Arbitro: | Vera Opeykina |

|  |           |                           |
|  | Marcatori | 46’ Robinson 52’ Matthews |

## Fase a eliminazione diretta

### Tabellone
|  | Semifinali | Semifinali  | Semifinali |                |       | Finale      | Finale | Finale |  |
|  |            |             |            |                |       |             |        |        |  |
|  | A1         | Spagna      | 1          |                |       |             |        |        |  |
|  | A1         | Spagna      | 1          |                |       |             |        |        |  |
|  | B2         | Paesi Bassi | 3          |                |       |             |        |        |  |
|  | B2         | Paesi Bassi | 3          |                | A1    | Paesi Bassi | 1 (2)  |        |  |
|  |            |             |            |                | A1    | Paesi Bassi | 1 (2)  |        |  |
|  |            |             | B1         | Germania (dtr) | 1 (3) |             |        |        |  |
|  | B1         | Germania    | B1         | Germania (dtr) | 1 (3) | 2           |        |        |  |
|  | B1         | Germania    |            |                |       |             |        |        |  |
|  | A2         | Portogallo  | 0          |                |       |             |        |        |  |

### Semifinali
| Arbitro: | Vera Opeykina |

|                         |           |  |
| Weidauer 25’ Wamser 50’ | Marcatori |  |

| Arbitro: | Sabina Bolić |

|              |           |                                       |
| Lloris 90+2’ | Marcatori | 41’ De Keijzer 60’ Stiekema 86’ Tromp |

### Finale
| Arbitro: | Iuliana Demetrescu |

|                                                 |                      |                                                |
| Tromp 21’                                       | Marcatori            | 19’ Weidauer                                   |
| Tromp De Vette Foederer Loonen Peddemors Brugts | Tiri di rigore 2 – 3 | Weidauer Pollak Steck Rohde Kowalski Schiemann |

## Statistiche

### Classifica marcatrici
6 reti
- Nikita Tromp

4 reti
- Carlotta Wamser
- Sophie Weidauer

- Silvia Lloris
- Salma Paralluelo

2 reti
- Annabel Schasching
- Katie Robinson

- Lotje de Keijzer
- Iris Stiekema

1 rete
- Christina Edlinger
- Zdravka Parapunova
- Cornelia Kramer
- Freja Storm
- Lucy Johnson
- Keri Matthews

- Emilie Bernhardt
- Lisanne Gräwe
- Marleen Rohde
- Nicole Woldmann
- Samantha Van Diemen

- Maria Alagoa
- Marta Ferreira
- Maria Negrão
- María José Gutiérrez
- Carlota Sanchez

1 autorete
- Vivianne Bessette